# Région Littoral
Pour les articles homonymes, voir Littoral (homonymie).
La région Littoral ou du littoral neuchâtelois est une région statistique du canton de Neuchâtel. Elle compte 14 communes en 2021.

## Histoire
Dans le cadre de la réforme des institutions cantonales adoptée par référendum le 24 septembre 2017, et l'instauration d'une circonscription électorale unique, la région reprend le 1er janvier 2018 le rôle de découpage statistique précédemment dévolu aux anciens districts de Neuchâtel et de Boudry qui sont supprimés à cette date,,.
Cette région statistique ne doit pas être confondue avec son homonyme du Réseau urbain neuchâtelois créée en 2019, à laquelle n'adhèrent pas Le Landeron, Lignières et Rochefort.

## Communes
Voici la liste des communes composant la région avec, pour chacune, sa population.
| Nom               | N° OFS | Population (décembre 2023) |
| ----------------- | ------ | -------------------------- |
| Boudry            | 6404   | +006 320,                  |
| Cornaux           | 6451   | +001 647,                  |
| Cortaillod        | 6408   | +004 798,                  |
| Cressier          | 6452   | +001 924,                  |
| La Grande Béroche | 6417   | +009 082,                  |
| Laténa            | 6513   | +011 698,                  |
| Le Landeron       | 6455   | +004 647,                  |
| Lignières         | 6456   | +001 041,                  |
| Milvignes         | 6416   | +009 312,                  |
| Neuchâtel         | 6458   | +044 898,                  |
| Rochefort         | 6413   | +001 325,                  |
| Total             | Total  | +095 964,                  |